# Duga Resa
Duga Resa est une ville et une municipalité située en Croatie centrale, dans le comitat de Karlovac, en Croatie. Au recensement de 2001, la municipalité comptait 12 114 habitants, dont 96,10 % de Croates et la ville seule comptait 6 601 habitants.

## Localités
La municipalité de Duga Resa compte 28 localités :
| - Belajska Vinica - Belavići - Bošt - Cerovački Galovići - Donje Mrzlo Polje Mrežn. - Donji Zvečaj - Duga Resa - Dvorjanci - Galović Selo - Gorica - Gornje Mrzlo Polje Mrežn. - Grganjica - Gršćaki - Kozalj Vrh | - Lišnica - Mihalić Selo - Mrežničke Poljice - Mrežnički Brig - Mrežnički Novaki - Mrežnički Varoš - Mrežničko Dvorište - Novo Brdo Mrežničko - Pećurkovo Brdo - Petrakovo Brdo - Sveti Petar Mrežnički - Šeketino Brdo - Venac Mrežnički - Zvečaj |